# نازک‌مرغ کلاه‌سیاه
نازک‌مرغ کلاه‌سیاه (نام علمی: Apalis nigriceps) نام یک گونه از سرده نازک‌مرغ است.